# محافظة الكامل
محافظة الكامل، هي إحدى محافظات منطقة مكة المكرمة غربي المملكة العربية السعودية، مصنفة إداريًا من الفئة (ب)، وأقل المحافظات سكانًا في المنطقة، يعيش فيها 14,370 نسمة يمثلون 0.179% فقط من السكان طبقًا لتعداد السعودية 2022م، وتتبع لها أربعة مراكز إدارية.

## السكان
بلغ عدد سكان محافظة الكامل (14,370) نسمة حسب تعداد السعودية 2023، عدد السعوديين (11,269) نسمة، وعدد غير السعودين (3,101) نسمة.

## الموقع الجغرافي
تقع محافظة الكامل شمال شرق مكة المكرمة وتمتد إلى حدود منطقة المدينة المنورة، وهي ذات طبيعة جبلية، وتتخللها العديد من الأودية المهمة مثل وادي وبح و وادي ساية ووادي ستارة ووادي شوان و وادي العياب التي تنحدر من قمم الجبال نحو البحر الأحمر في الغرب.
وكما أنشأت الدولة سدوداً كبيرة خدمت سكان المنطقة أكبرها سد المرواني وسد وادي شوان وسد وادي العياب.

## التعليم الجامعي
تضم محافظة الكامل فرع لجامعة جدة، فيه عدد من الكليات العلمية والإنسانية للذكور والإناث.

## المراكز التابعة لها
يتبع لمحافظة الكامل العديد من الهجر منها:
- المثناة
- ايهالا
- الفوقاء
- الغريف
- القعور
- ملح
- الرميضه
- المضحاة
- المنزه
- ساية
- حرة الشرع
- النظيم
- فحاوي
- القرية
- العياب
- وادي شوان
- المثينية
- الصعيب
- الحجرة
- المزارع
- الحنو
- العقلة
- المستحيرة
- الهيورة
- الجرى
- الدحيلة
- أم الجوامع
- الطايف
- اللصب
- مشرق
- الحفنة
- الفارع